# ISO 8601

Explicação da ISO 8601 - todas as três expansões mostradas são válidas.

A ISO 8601 é uma norma internacional para representação de data e hora emitida pela Organização Internacional para Padronização (International Organization for Standardization, ISO). Especificamente esta norma define: “Elementos de dados e formatos de intercâmbio para representação e manipulação de datas e horas”. A principal característica do formato de data e hora da norma ISO 8601 é que a informação de data e hora seja ordenada a partir do valor mais significativo ou, em termos simples, do maior (o ano) para o menor (o segundo).
O objetivo primordial da norma é criar um método bem definido e sem ambiguidades para representar datas e tempo, evitando equívocos derivados dos inúmeros padrões nacionais e linguísticos existentes.

## História da norma
A primeira edição da norma ISO 8601 foi publicada em 1988. Ela unificou e substituiu várias outras normas ISO em vários aspectos de notação de data e hora: ISO 2014, ISO 2015, ISO 2711, ISO 3307, e ISO 4031.
Esta norma, desde então, foi substituída por uma segunda edição em 2000 e finalmente uma terceira edição, 8601:2004, publicado em 3 de dezembro de 2004.
A norma ISO 2014 foi a norma que introduziu originalmente a notação numérica de data big-endian, o sistema numérico de semanas da ISO foi introduzido na norma ISO 2015 e a identificação numérica dos dias foi originalmente definida na norma ISO 2711.

## Princípios gerais
Os valores de data e hora são organizados do mais significativo para o menos significativo. Cada valor (por exemplo: ano, mês, dia, hora) possui um número fixo de dígitos que deve ser precedido de (0) zero para valores entre 1 e 9. Por exemplo, a notação "4:30 a.m." seria escrita 04:30. Como resultado, para cada um destes formatos de data e hora a ordem léxica corresponde à ordem cronológica, com excepção para anos negativos.
A representação pode ser efectuada em qualquer de dois formatos: Um formato básico contendo um número mínimo de caracteres ou num formato mais extenso com separadores de forma a melhorar a sua leitura. A norma permite um separador sob a forma de um hífen entre cada um dos elementos da data, e dois pontos (:) entre a hora, minuto e segundo. Por exemplo, "2006-01-06" poderá ser escrito "20060106" sem qualquer ambiguidade. Os formatos mais extensos são preferidos em relação aos formatos mais básicos pois estes levam a ambiguidades.
Qualquer um dos itens de uma data e hora pode ser descartado, mas, o item menos significativo deve ser descartado primeiro. Por exemplo: "2004-05" é uma data ISO válida, que indica o quinto mês do ano de 2004. Esta data nunca poderá indicar o quinto dia de um mês desconhecido do ano de 2004.
Finalmente, a norma suporta a inserção de uma fração decimal à menor unidade de tempo, em que uma maior precisão é necessária.